# Идем, Йозефа
Йозефа Идем (нем. Josefa Idem, род. 23 сентября 1964 года в Гохе, ФРГ) — немецкая и итальянская байдарочница, олимпийская чемпионка 2000 года и многократная чемпионка мира. Первая в истории женщина, принимавшая участие в 8 Олимпийских играх (в 1984—2012 годах). Великий офицер ордена «За заслуги перед Итальянской Республикой». Завершила карьеру в 2012 году.
С 2001 по 2007 годы входила в городской совет Равенны от левоцентристской коалиции. С 28 апреля 2013 года — министр без портфеля по вопросам равных возможностей, спорта и молодёжной политики в коалиционном правительстве Италии. Уже 24 июня 2013 года была вынуждена оставить свой пост в связи с расследованием о неправильной уплате налогов.

## Спортивная биография
В начале карьеры выступала за ФРГ, но в 1988 году переехала в Италию к тренеру Гульельмо Гуэррини. В 1990 году вышла замуж за Гуэррини и с 1992 года (по другим данным с 1990 года) начала выступать за Италию.
В 2000 году в Сиднее выиграла своё единственное в карьере олимпийское золото, опередив в финале байдаркок-одиночек канадку Каролин Брюне и австралийку Кэтрин Борчерт. В 2004 году в Афинах уступила только венгерке Наташе Янич, а 4 года спустя в Пекине 44-летняя Идем проиграла лишь 0,004 сек 25-летней украинке Инне Осипенко-Радомской. В 2012 году в Лондоне первой из женщин приняла участие в 8 Олимпиадах, заняв в финале байдарок-одиночек на дистанции 500 метров пятое место.
На чемпионатах мира Йозефа выиграла более 20 наград, в том числе 5 золотых — Познань-1990 (одиночки 500 м), Париж-1991 (одиночки 500 м), Сегед-1998 (одиночки 1000 м), Познань-2001 (одиночки 500 м и одиночки 1000 м).

## Государственные награды
- Командор ордена «За заслуги перед Итальянской Республикой» (3 октября 2000 года)
- Великий офицер ордена «За заслуги перед Итальянской Республикой» (1 сентября 2008 года)